# Matt Dallas
Matthew Joseph Dallas (sinh ngày 21/10/1982) là nam diễn viên người Mỹ. Anh được biết đến nhiều qua phim truyền hình Kyle XY (đài ABC).

## Thời thơ ấu
Dallas sinh ra tại Phoenix, Arizona, anh từng theo học trường Nghệ thuật Arizona. Anh có hai em trai và một em gái.

## Sự nghiệp
Dallas tham gia sê-ri Kyle XY đài ABC trong ba mùa. Phim này kết thúc vào ngày 16 tháng 3 năm 2009 vì nhà đài ngừng kế hoạch sản xuất. Dallas từng đóng trong các phim Camp Slaughter (2005), Living The Dream (2006), và Babysitter Wanted (2008). Anh cũng là một diễn viên khách mời trong phim Entourage.

## Đời tư
Ngày 5 tháng 7 năm 2015, Dallas kết hôn với nhạc sĩ Blue Hamilton, bạn trai 5 năm của anh. Ngày 22 tháng 12 năm 2015, Dallas và Hamilton thông báo trên kênh YouTube rằng họ đã nhận nuôi một bé trai hai tuổi tên là Crow.